# Prasinocyma vermicularia
Prasinocyma vermicularia är en fjärilsart som beskrevs av Achille Guenée 1857. Prasinocyma vermicularia ingår i släktet Prasinocyma och familjen mätare. Inga underarter finns listade i Catalogue of Life.